# Markus Jobst
Markus Jobst (geb. 9. Februar 1972 in Klagenfurt) ist ein österreichischer Kartograf und Geo-Informatiker.

## Leben
Markus Jobst besuchte das Lerchenfeld-Gymnasium in Klagenfurt, studierte danach an der Technischen Universität Wien Geodäsie im Studienzweig Geo-Informationswesen und schloss das Studium mit einer Diplomarbeit über den Einsatz multimedialer Technologien in kartenverwandten Darstellungen (2003) ab. Danach war er bis 2008 als wissenschaftlicher Mitarbeiter am Institut für Geo-Information und Kartografie der Technischen Universität Wien beschäftigt und verfasste seine Doktorarbeit mit dem Titel „Ein semiotisches Modell für die kartografische Kommunikation mit 3D“. In seinem weiteren wissenschaftlichen Werdegang erhielt Jobst ein Post-Doc-Forschungsstipendium am Hasso-Plattner-Institut der Universität Potsdam (2008–2009) und trat danach als Referent für die Umsetzung der EU-Richtlinie 2007/2/EG (INSPIRE) in das Bundesamt für Eich- und Vermessungswesen in Wien ein, wo er im weiteren Verlauf 2022 zum Chief Information Officer (CIO) berufen wurde.
Markus Jobst lebt in Wien, ist verheiratet und Vater zweier Kinder.

## Publikationen (Auswahl)
- Markus Jobst (Hrsg.): Preservation in Digital Cartography. Archiving Aspects. Springer Verlag, Berlin/Heidelberg, 2011, ISBN 978-3-642-12732-8.
- Markus Jobst (Hrsg.): Service-Oriented Mapping 2012. SOMAP 2012. JobstMedia Präsentation Management Verlag. Wien 2012, ISBN 978-3-9502039-2-9.
- Jürgen Döllner, Markus Jobst, Peter Schmitz (Hrsg.): Service-Oriented Mapping. Changing Paradigm in Map Production and Geoinformation Management. Springer Verlag, Berlin/Heidelberg, 2019, ISBN 978-3-319-72433-1.
- Markus Jobst: SDGS in Action. Sichtweisen von Generationen. A generations‘ view. JobstMedia Präsentation Verlag, Wien 2021, ISBN 978-3-9502039-7-4. (Mit einem Vorwort von Bundespräsident Alexander Van der Bellen) doi:10.5281/zenodo.5602021

## Auszeichnungen
- 1999: Best Paper Award für „Die photogrammetrische Dokumentation von antiken Inschriften“, Symposium der CIPA, ICOMOS, Olinda, Brasilien.
- 2004: Otto Hausa Preis für besondere Leistungen im Rahmen der archäologischen Forschungen am Pfaffenberg/Carnuntum.
- 2008: Best Paper Award für „Interactive Multi-Perspective Views of Virtual 3D Landscape and City Models“, Symposium AGILE 2008, Girona, Spanien.